# Leptolalax heteropus
Espèce
Synonymes
- Leptobrachium heteropus Boulenger, 1900

Statut de conservation UICN

 LC  : Préoccupation mineure
Leptolalax heteropus est une espèce d'amphibiens de la famille des Megophryidae.

## Répartition
Cette espèce est endémique de la péninsule Malaise. Elle se rencontre entre 300 et 1 200 m d'altitude, :
- en Malaisie péninsulaire ;
- dans l'extrême Sud de la Thaïlande dans les provinces de Narathiwat et de Yala.

## Publication originale
- Boulenger, 1900 : Description of new batrachians and reptiles from Larut Hills, Perak. Annals and Magazine of Natural History, sér. 7, vol. 6, p. 186-193 (texte intégral).